# John Selbing

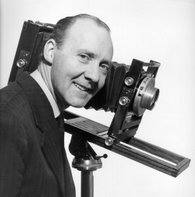
John Selbing cirka 1960 Foto: Carola Selbing

John Selbing, tidigare John Carlsson, född 10 maj 1908 i Kalmar, död 29 oktober 2001 i Linköping, var en svensk fotograf och glaskonstnär.

## Biografi

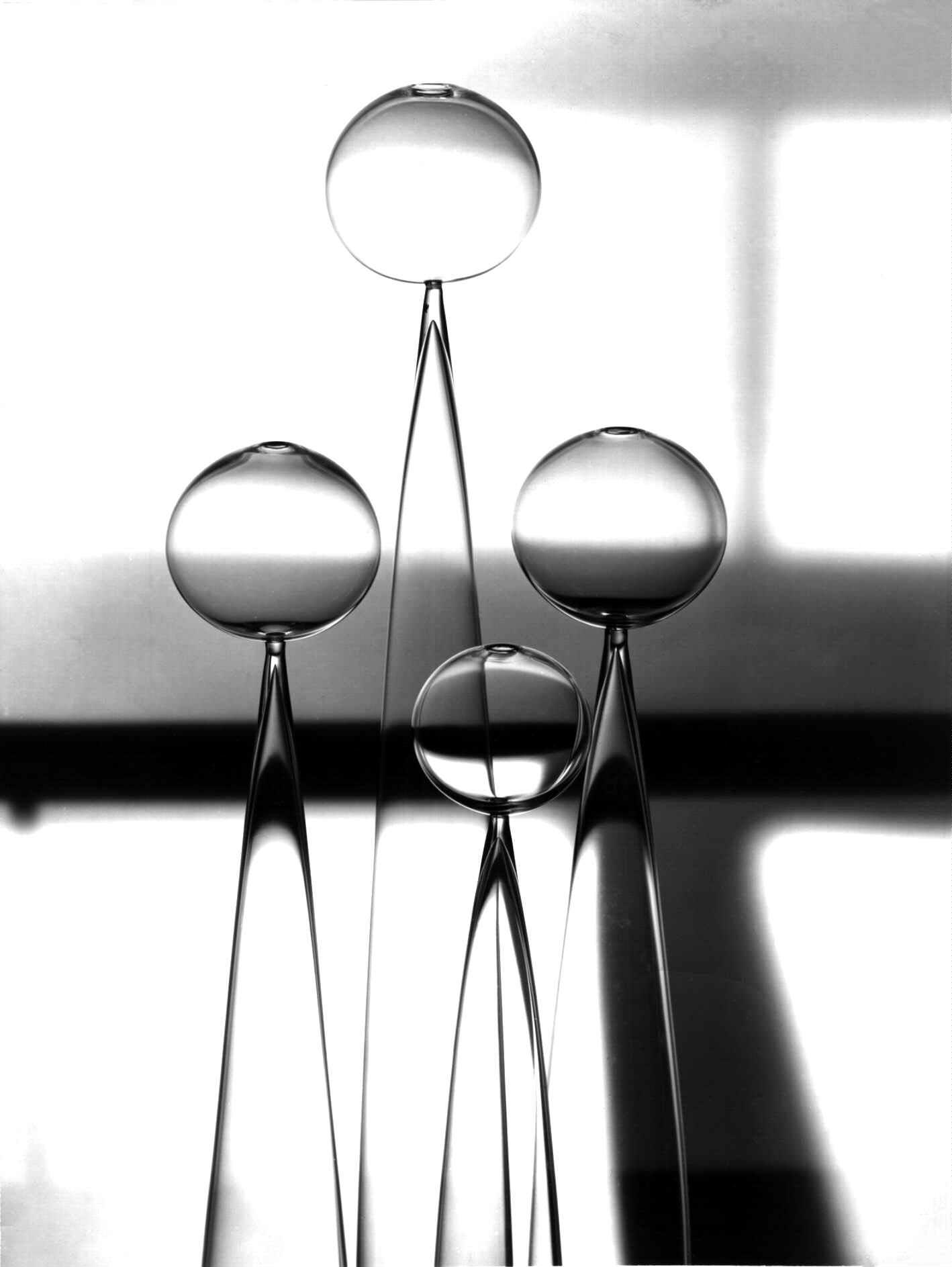
"Klot över kon". Design och foto: John Selbing (1953)

Han var son till litografen Karl Hjalmar Carlsson och Hulda Björk och från 1943 gift med Anna Carola Roséen. De antog släktnamnet Selbing 1944. Selbing studerade teckning och modellering för teckningsläraren Bror Angelin vid en treårig yrkesskola i Kalmar och praktikarbetade därefter tre år som assistent till Simon Gate och Edward Hald vid Orrefors glasbruk. Han fick arbeta med att göra omritningar av ritningar som blivit skadade i samband med glastillverkningen.
Han anställdes 1927 vid Orrefors glasbruk där han efter utbildning till fotograf 1931 hos fotograf Sixten Ewers i Kalmar på initiativ av Flory Gate, hustru till Simon Gate, ansvarade för fotograferandet av brukets konstnärliga produktion. Att fotografiskt dokumentera nästan all produktion vid glasbruket kom att bli hans huvudsakliga sysselsättning fram till pensioneringen från glasbruket 1973. Hans bilder ställdes ut första gången på Liljevalchs konsthall 1934. Utställningen kommenterades i Svenska Dagbladet av konstkritikern Gotthard Johansson: "För att inte bara komma med kritik bör man emellertid med glädje notera Orrefors stora bilder utförda på egen ateljé. De höra till det ur bildsynpunkt bästa på hela utställningen och uppväga ensamma massor av 'konstnärliga' nakenstudier och ruinlandskap."
Selbing har varit representerad med fotografier både i färg och svartvitt i internationella och svenska fototidningar och han har han skrivit flera artiklar om glasfotografering. Fotografier har ställts ut på Nationalmuseum, Liljevalchs, Röhsska Museet, Värmlands museum, Smålands museum och Orrefors glasbruk. Som reklamfotograf kom genombrottet med Orrefors glasbruks katalog,  till Parisutställningen 1937. 
Han företog ett antal studieresor till Finland, Frankrike, Tyskland, Belgien, Nederländerna, Italien och Spanien och använde sina intryck från resorna i sitt eget skapande till det glas han ritade för Orrefors glasbruk från slutet av 1940-talet. Han gjorde sig känd för sina nonfigurativa glasskulpturer och bruksglasformer som han kombinerade med abstrakta dekorer som bland annat "Klot över kon" (1953) och "Cylinder på kon" (1961). Han tilldelades ett statligt resestipendium 1967. Han deltog i glastriennalen i Milano 1957 där han tilldelades en silvermedalj och i samlingsutställningar på Nationalmuseum, H55-utställningen i Helsingborg 1955 och Nordiska kompaniet i Stockholm. Separat ställde han ut på Svensk form i Stockholm 1966. 
Selbing uppfann och patentsökte 1948 en fotografisk metod för att med syraetsning fotografiskt överföra mönster på glas, kallad "fotoets" Fotoetsning.
Efter pensioneringen ägnade han sig huvudsakligen åt att måla tavlor i akryl, olja och tempera och hade vid 87 års ålder (1995) sin enda utställning med målningar på Öland. 
Selbing är representerad vid Nationalmuseum, Värmlands museum i Karlstad, Smålands museum, tyska och amerikanska museer. 
Signerat glas märktes med C fram till 1958 sedan med S.